# یوری سنسی
یوری سنسی (انگلیسی: Yuri Senesi؛ زادهٔ ۲۶ ژانویهٔ ۱۹۹۷) بازیکن فوتبال است.
از باشگاه‌هایی که در آن بازی کرده‌است می‌توان به البیا کالچو ۱۹۰۵ اشاره کرد.